# Arie Kievit
Aren (Arie) Kievit (Oude-Tonge, 25 januari 1882 – Rotterdam, 1 maart 1955) was een Nederlands transportarbeider, politicus en vakbondsbestuurder. Kievit, die slechts de lagere school had afgemaakt, zat namens de SDAP en haar opvolger, de PvdA, achtereenvolgens in de gemeenteraad van Rotterdam, de Tweede Kamer, opnieuw de Rotterdamse raad en de Eerste Kamer.
In de Tweede Kamer hield Kievit zich vooral bezig met vervoersaangelegenheden, waterstaat (verkeersfonds, Zuiderzeefonds), economische zaken en landbouw. In de Eerste Kamer was hij woordvoerder voor verkeer en waterstaat en landbouw.
Kievit was Officier in de Orde van Oranje-Nassau.

## Loopbaan
- Transportarbeider
- Lid hoofdbestuur Centrale Bond van Transportarbeiders, 1914 tot januari 1936
- Lid gemeenteraad van Rotterdam, 4 september 1917 tot 1 september 1941
- Voorzitter Centrale Bond van Transportarbeiders, januari 1936 tot 1947
- Lid Tweede Kamer der Staten-Generaal, 8 juni 1937 tot 4 juni 1946
- Lid gemeenteraad van Rotterdam, 9 november 1945 tot 6 september 1949
- Lid Eerste Kamer der Staten-Generaal, 14 april 1948 tot 27 juli 1948
- Lid Eerste Kamer der Staten-Generaal, 30 maart 1949 tot 18 september 1951
- Lid Volkenbond te Genève

### Partijpolitieke functies
- Voorzitter SDAP-afdeling Rotterdam
- Lid bestuur SDAP, tot 1937

### Nevenfuncties
- Lid Hollands Bureau
- Lid sectie haven en lid executive van de Internationale Transport Federatie
- Lid bestuur NVV, vanaf 1936
- Plaatsvervangend lid Hoge Raad van Arbeid, omstreeks 1938
- Lid Nationale Havenraad, omstreeks 1946

- Biografisch Portaal: 98328503
- Parlement.com: vg09ll28ocqt